# Isabella Andreini
Isabella Andreini, nombre artístico de Isabella Canali  (Padua, 1562-Lyon, 1604), fue una actriz y escritora italiana, inmortalizada por pintores y poetas de su época (segunda mitad del siglo XVI). Isabella, "famosa por su belleza, talento y virtud", generó el arquetipo más logrado de la enamorada de la Commedia dell'Arte, que desde entonces se llama como ella: Isabella.

## Biografía

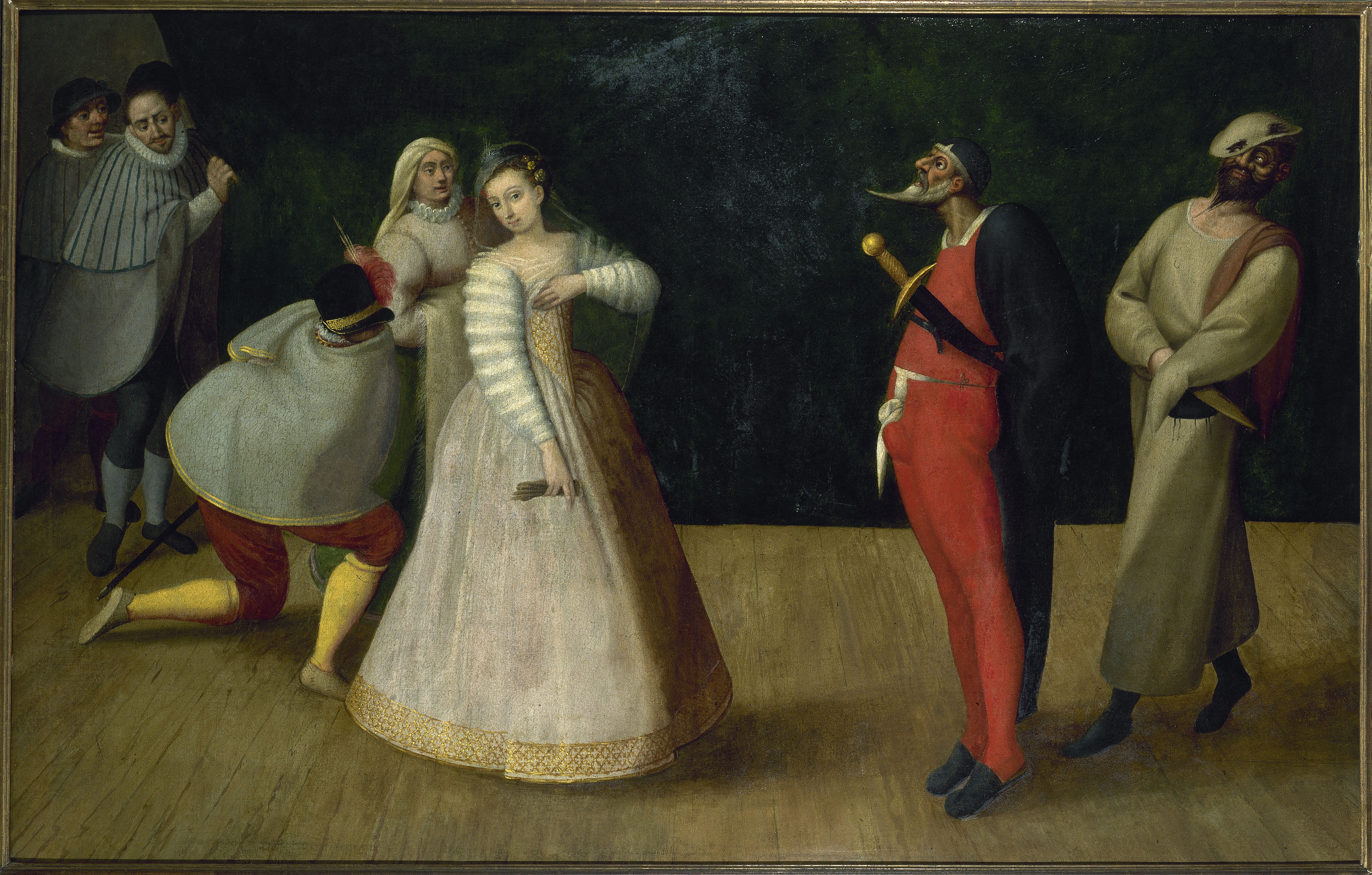
Isabella en una puesta en escena de la compañía «I Gelosi», según una pintura flamenca del siglo XVI de autor desconocido. Museo Carnavalet de París. Obsérvese que, a pesar de ser una agrupación italiana, siguiendo la tradición francesa los actores no llevan máscaras.

Casada en 1578 con el actor Francesco Andreini, ese mismo año fueron contratados por la compañía de teatro «I Gelosi» que dirigía Flaminio Scala, y que más tarde dirigiría su esposo. "Los Celosos" estaba considera una de las mejores compañías de commedia dell'arte, hasta el punto de que Enrique IV de Francia les convocó en París como regalo para su prometida, la joven reina María de Médici. Se ha anotado este hecho como primer paso de la introducción del estilo de la commedia en Francia.
A su muerte se acuñó una moneda en Lyon, con su retrato en una cara, y la figura de la diosa Fama en el reverso, con las palabras «aeterna fama». Entre los poetas franceses que la cantaron puede citarse a Isaac du Ryer (1568-1634). Su hijo Giambattista Andreini (1578-1654) fue asimismo actor y dramaturgo.

### Obra
Además de «prima donna innamoratta», bailarina, actriz tanto de papeles trágicos como pastoriles o de pasajes de Boccaccio, y de dominar técnicas bufas, travestismo teatral, parodia petraquista y debate filosófico, Isabella fue autora de obras como La Pazzia, la fábula pastoral Mirtilla (Verona, 1588), un Libro de canciones, sonetos y otros poemas (Milán, 1601), y una colección de cartas publicadas después de su muerte.